# 128
128 је била преступна година.

## Догађаји
- Птоломеј саставља каталог звезда.
- Од ове године па надаље, Антиноја је стално био уз Хадријана.
- Цар Хадријан креће да прегледа провинције Грчке, Мале Азије и римског Египта.
- У Британији је завршена изградња Хадријановог зида.

### Јул
- 1. јул - у Ламбезису цар Хадријан одржава почасну смотру легије „Август“, са седиштем у Ламбезису.